# 신속한 재판의 원리
신속한 재판의 원리는 피고인의 이익을 보호하고 실체적 진실발견, 소송경제, 공공의 이익을 위하여 재판을 지연없이 행하여야 하는 원칙이다. 미국 수정 헌법 제6조에 명문화되어 있다.

## 판례
- 형사재심사건(刑事再審事件)과 관련하여 형사소송법(刑事訴訟法) 제56조에 대한 위헌제청신청(違憲提請申請)을 하였는데 법원(法院)이 5개월 가까이 되도록 그 가부에 대한 재판(裁判)을 하지 않음으로써 청구인의 헌법상(憲法上) 기본권(基本權)인 신속(迅速)한 재판(裁判)을 받을 권리(權利)등이 침해되었다는 이유로 헌법소원(憲法訴願)을 제기하였으나 곧 이어 법원(法院)이 그 위헌제청신청(違憲提請申請)을 기각(棄却)한 경우에 있어서 그와 같이 재판(裁判)이 지연(遲延)된 것이 재판부(裁判部) 구성원(構成員)의 변경, 재판(裁判)의 전제성(前提性)과 관련한 본안심리(本案審理)의 필요성, 청구인에 대한 송달불능 등으로 인한 것이어서 법원(法院)이 재판(裁判)을 특별히 지연시켰다고 볼 수 없다[2]
- 구속만기 25일을 앞두고 제1회 공판이 있었다 하여 헌법이 정한 신속한 재판을 받을 권리를 침해하였다고 할 수 없다[3].